# Litio
El litio (del griego: λιθίον ‘piedrecita’) es un elemento químico de símbolo Li, número atómico 3, masa atómica 6.938, en la tabla periódica, se encuentra en la IA, entre los elementos alcalinos. En su forma pura, es un metal blando, de color blanco plata, que se oxida rápidamente en aire o agua. Su densidad es la mitad de la del agua. Es el metal y el elemento sólido más ligero, blando y blanco. 

Representación 3D del átomo de Litio formado por un núcleo de protones de color rojo y neutrones de color azul rodeado por electrones.

Al igual que los demás metales alcalinos es univalente y muy reactivo, aunque menos que el sodio, por lo que no se encuentra libre en la naturaleza. Acercado a una llama la torna carmesí pero, si la combustión es violenta, la llama adquiere un color blanco brillante.
Se emplea especialmente en aleaciones conductoras del calor y en baterías eléctricas. Respecto a sus sales, suelen emplearse en el tratamiento del trastorno bipolar.

## Etimología
La palabra litio proviene del griego λίθoς -ου, ‘piedra’. El nombre del elemento proviene del hecho de haberse descubierto en un mineral, mientras que el resto de los metales alcalinos fueron descubiertos en tejidos de plantas.

## Historia
Descubrió el litio Johann Arfvedson en 1817. Arfvedson encontró este elemento en la espodumena y lepidolita de una mina de petalita, LiAl (Si2O5)2, de la isla Utö (Suecia), que estaba analizando. En 1818 Christian Gmelin fue el primero en observar que las sales de litio tornan la llama de un color rojo brillante. Ambos intentaron, sin éxito, aislar el elemento de sus sales, lo que finalmente consiguieron William Thomas Brande y sir Humphrey Davy mediante electrólisis del óxido de litio.
En 1923 la empresa Alemana Metallgesellschaft AG comenzó a producir litio mediante la electrólisis de cloruro de litio y cloruro de potasio fundidos.
El «triángulo del litio» compuesto por el salar de Uyuni en Bolivia, el salar de Atacama en Chile y el salar del Hombre Muerto en Argentina concentran aproximadamente entre el 50 y el 85 % de ese mineral. El crecimiento acelerado en el uso del ion-litio ha provocado que suba el precio de la tonelada de litio desde los 450 dólares que costaba en 2003 hasta los 65 000 dólares en 2022.
En España se dejó de minar el litio en 2011.  En Cáceres se podrían producir 15 000 toneladas anuales.
En la actualidad, el principal salar del mundo con mayor cantidad de partículas de litio es el Salar de Atacama, no obstante su extracción excesiva está secando el salar. Científicos de la Universidad de Chile han detectado que se hunde entre 1 y 2 cm. por año.

## Uso
Por su elevado calor específico, el litio se emplea en aplicaciones de transferencia de calor y, por su elevado potencial electroquímico, constituye un ánodo adecuado para las baterías eléctricas. También se le dan los siguientes usos: 
- El cloruro de litio y el bromuro de litio tienen una elevada higroscopicidad por lo que son excelentes secantes. El segundo se emplea en bombas de calor de contracción, entre otros compuestos como el nitrato de litio.
- Las sales de litio, particularmente el carbonato de litio (Li2CO3) y el citrato de litio, se emplean en el tratamiento de la manía, la depresión y la bipolaridad, así como en otras psicopatologías. Es un estabilizador del estado de ánimo. Sus mecanismos de acción son varios: Bloquea la liberación de dopamina (bloquea la hipersensibilidad de los receptores dopaminérgicos); bloquea resultados en la neurona posináptica (bloquea la reutilización de grupos fosfatos del trifosfato inositol que activa la liberación de calcio); reemplaza el sodio en el canal sináptico por ser más pequeño y el potencial de acción se hace más lento, haciendo que el paciente se calme. El litio no es sustrato para la bomba sodio potasio ATPasa que impide el paso de los iones de sodio, reemplazando la concentración del sodio, lo cual en altas concentraciones puede resultar tóxico.
- El estearato de litio es un lubricante de propósito general en aplicaciones a alta temperatura.
- El litio es un agente altamente empleado en la síntesis de compuestos orgánicos y se usa para la coordinación de ligandos a través del intermedio litiado.
- El hidróxido de litio se usa en las naves espaciales y en submarinos para depurar el aire al extraer el dióxido de carbono.
- Es componente común de las aleaciones de aluminio, cadmio, cobre y manganeso empleadas en la construcción aeronáutica y se ha empleado con éxito en la fabricación de cerámicas y lentes, como la del telescopio de 5,08 m de diámetro (200 pulgadas) de Monte Palomar.
- También tiene aplicaciones nucleares.

## Abundancia
El litio es un elemento moderadamente abundante y está presente en la corteza terrestre en 65 partes por millón (ppm). Esto lo coloca por debajo del níquel, del cobre y del wolframio y por encima del cerio y del estaño en cuanto a su abundancia en el planeta.
Argentina, Bolivia, Chile y Perú tienen el 85 % de las reservas de litio del planeta. Se encuentra disperso en pequeña proporción en ciertas rocas volcánicas y sales naturales, pero nunca libre, dada su gran reactividad. Hay otros salares de menor tamaño en, Manaure (Colombia) y otros yacimientos importantes localizados recientemente en Afganistán. Desde 2010 se investigan en Afganistán unas reservas cuya magnitud todavía está por determinarse con precisión pero que podrían cambiar radicalmente la evaluación de los porcentajes antes mencionados y la evolución de los acontecimientos políticos y económicos de este país.
Las trazas de litio y berilio, junto al hidrógeno y helio, representan los únicos elementos obtenidos tras el Big Bang. Todos los demás se sintetizaron a través de fusiones nucleares en estrellas en la secuencia principal o durante estallidos de supernovas. Industrialmente se obtiene mediante la electrólisis del cloruro de litio fundido (LiCl).
Desde la Segunda Guerra Mundial la producción de litio se ha incrementado enormemente al separarlo de las rocas de las que forma parte y de las aguas minerales. Los principales minerales de los que se extrae son lepidolita, petalita, espodumena y ambligonita. En Estados Unidos se obtiene principalmente de las salinas de California y Nevada.
Un panorama diferente surge al analizar las empresas que gestionan las minas de litio. Según un informe de la revista especializada illuminem, los inversores chinos controlan varias empresas mineras que concentran el 33.1 % de la producción total (y la mitad de la producción de las grandes empresas) de litio en el mundo.
|    | País      | 2019   | 2022   |
| 1. | Australia | 45 000 | 61 000 |
| 2. | Chile     | 19 300 | 39 000 |
| 3. | China     | 10 800 | 19 000 |
| 4. | Argentina | 6300   | 6200   |
| 5. | Brasil    | 2400   | 2200   |
| 6. | Zimbabue  | 1200   | 800    |
| 7. | Portugal  | 900    | 600    |
| 8. | Canadá    | 200    | 500    |
| 9. | Bolivia   | 0      | 480    |

Fuentes: USGS, etc.
Según Statista, la producción mundial de litio alcanzó un máximo histórico de 130 000 toneladas métricas en 2022, lo que representa un aumento significativo desde 2010, cuando la producción mundial de litio era de solo 28 100 toneladas métricas. Los tres principales productores de litio son Australia, Chile y China. Además, se espera que la demanda de litio siga aumentando a medida que los vehículos eléctricos ganen terreno en el mercado.
Según un informe de Fitch, se espera que la producción mundial de litio aumente más de tres veces, de 442 000 toneladas de carbonato de litio equivalente (CLE) en 2020 a 1,5 millones de toneladas de CLE en 2030 1. Además, el informe señala que los países productores bien establecidos registrarán un mayor crecimiento, mientras que surgirán varios nuevos mercados productores de litio en los próximos diez años.
Por otro lado, según Future Market Insights, se espera que el mercado mundial de minería de litio alcance los 3 400 millones de dólares en 2032, con una tasa compuesta anual del 7.43 % 2. El informe también destaca que la creciente adopción de vehículos eléctricos proporciona amplias oportunidades de crecimiento para la minería de litio y que la extracción móvil de litio minimiza el costo de instalación.
En cuanto a la demanda, se espera que la demanda mundial de litio alcance entre 1,2 y 1,6 millones de toneladas en 2025 y tal vez 2,7 o 2,8 millones de toneladas en 2030 debido a la penetración de los vehículos eléctricos 3.

## Isótopos
Los isótopos estables del litio son dos, 6Li y 7Li; este último es el más abundante (92.5 %). Se han caracterizado seis radioisótopos; los más estables son el 8Li, con un periodo de semidesintegración de 838 milisegundos, y el 9Li, con 178.3 ms. El resto de isótopos radiactivos tienen periodos de semidesintegración menores de 8.5 ms. También se da, en laboratorio, el isótopo inestable 11Li.
Los pesos atómicos del litio varían entre 4.027 y 11.0348 uma del 4Li y el 11Li respectivamente. El modo de desintegración principal de los isótopos más ligeros que el isótopo estable más abundante (7Li) es la emisión protónica (con un caso de desintegración alfa) obteniéndose isótopos de helio; mientras que en los isótopos más pesados el modo más habitual es la desintegración beta, (con algún caso de emisión neutrónica) resultando isótopos de berilio.
El 7Li es uno de los elementos primordiales, producidos por síntesis nuclear tras el big bang. Los isótopos de litio se fraccionan sustancialmente en una gran variedad de procesos naturales, incluyendo la precipitación química en la formación de minerales, procesos metabólicos, y la sustitución del magnesio y el hierro en redes cristalinas de minerales arcillosos en los que el 6Li es preferido frente al 7Li, etc.

## Precauciones
Al igual que otros metales alcalinos, el litio puro es altamente inflamable y ligeramente explosivo cuando se expone al aire y especialmente al agua. Es además corrosivo por lo que requiere el empleo de medios adecuados de manipulación para evitar el contacto con la piel. Se debe almacenar en un hidrocarburo líquido como vaselina o aceite mineral. Puede generar hipotiroidismo al impedir la entrada del yodo a la hormona tiroidea. El litio no es sustrato para la bomba sustrato sodio potasio ATPasa que impide el paso de los iones de sodio, reemplazando la concentración del sodio, lo cual en altas concentraciones puede resultar tóxico.
Por otro lado, para evitar una intoxicación por litio, se recomienda una ingesta de 2.5 – 3.5 litros de agua/día (el agua evita que el litio desplace a cationes de lugares importantes). Evitar la cafeína (es un diurético que favorece la pérdida de agua). Comer con sal (así se logra que el Na+ sea desplazado con más dificultad por el Li). Tener cuidado con la pérdida de líquido (sudor, vómitos, diarrea, diuréticos…).

## Papel biológico
En cuanto a su papel biológico, se sabe que el litio puede sustituir al sodio a nivel de las membranas biológicas, incrementando la permeabilidad celular y actuando sobre los neurotransmisores, favoreciendo la estabilidad del estado anímico. Además, se ha encontrado que el litio puede actuar como un neuroprotector, protegiendo las células cerebrales contra la muerte celular programada. También se ha demostrado que el litio puede tener efectos beneficiosos en otras enfermedades neurológicas, como la enfermedad de Alzheimer y la esclerosis lateral amiotrófica (ELA).